# Andréi Lavrov
Andréi Ivánovich Lavrov (Krasnodar, 26 de marzo de 1962) es un jugador de balonmano retirado. Jugaba en la posición de portero y era apodado como "el muro". Ganador de cuatro medallas olímpicas, tres de oro (único jugador que consiguió al menos un oro con tres países distintos en la historia de los juegos) y único jugador de balonmano que ha conseguido 4 medallas en Juegos Olímpicos. Comenzó su trayectoria en el balonmano en su localidad natal con apenas 15 años.

## Trayectoria
- SKIF Krasnodar : 1978-1992
- TuS Dansenberg : 1992

- Union sportive d'Ivry handball : 1993-1996

- Livry-Gargan handball : 1996

- TV Niederwürzbach : 1996-1999

- Badel Zagreb : 1999–2001

- SKIF Krasnodar : 2001

- TuS Nettelstedt-Lübbecke: 2002-2004

- SG Kronau-Östringen : 2004

- Melsungen Böddiger : 2004-2005